# La Castellana
La Castellana is een gemeente in de Filipijnse provincie Negros Occidental. Bij de laatste census in 2007 had de gemeente bijna 71 duizend inwoners.

## Geografie

### Bestuurlijke indeling
La Castellana is onderverdeeld in de volgende 13 barangays:
| - Biaknabato - Cabacungan - Cabagnaan - Camandag - Lalagsan - Manghanoy - Mansalanao | - Masulog - Nato - Puso - Robles - Sag-Ang - Talaptap |

## Demografie
La Castellana had bij de census van 2007 een inwoneraantal van 70.838 mensen. Dit zijn 11.736 mensen (19,9%) meer dan bij de vorige census van 2000. De gemiddelde jaarlijkse groei komt daarmee uit op 2,53%, hetgeen hoger is dan het landelijk jaarlijks gemiddelde over deze periode (2,04%). Vergeleken met de census van 1995 is het aantal mensen met 11.218 (18,8%) toegenomen.